# Пожарское княжество
Пожарское княжество (кон. XIV века — XV век) — древнерусское княжество, выделившееся из состава Стародубского княжества в конце XIV века, в период феодальной раздробленности на Руси. Его столицей было некое селение Погар, точное местоположение которого не установлено.

## История
Пожарское княжество возникло в конце XIV века и досталось Василию Андреевичу, второму сыну князя стародубского Андрея Фёдоровича.
Когда именно князья Пожарские лишились прав на удел, не известно. Тем не менее, сын и, вероятно, внук Василия ими ещё обладали.
Дальним потомком Василия Андреевича был князь Дмитрий Пожарский, возглавивший второе народное ополчение во Смутное время.

## Князья
| Имя                  | Время правления       |
| -------------------- | --------------------- |
| Василий Андреевич    | кон. XIV — нач. XV в. |
| Даниил Васильевич    | XV век                |
| Федор Даниилович (?) | XV век                |